# Лесная куница
Лесна́я куни́ца, или желтоду́шка (лат. Martes martes) — вид млекопитающих из семейства куньих (Mustelidae). Обитает в Европе и западных частях Азии и населяет главным образом лесные местности. В отличие от своей родственницы каменной куницы, лесная куница избегает людских селений.

## Эволюция
Предком лесной куницы является Martes vetus Kretzoi, известный по находкам из раннего и среднего плейстоцена в Европе и Средней Азии (Сель-Унгур). Палеонтологические находки собственно лесной куницы найдены в среднем и позднем плейстоцене Западной Европы, Молдовы (Старые Дуруиторы) и Закавказья (Кударо), а также в голоцене европейской части России, Украины и Прибалтики.
Из современных видов рода Martes лесная куница наиболее близка соболю.

## Описание
Лесная куница — животное среднего размера и типичного облика для рода куниц. Длина тела составляет от 45 до 58 см (у самцов — 38-58 см, у самок — 36-46 см), длина хвоста — от 16 до 28 см (у самок — 17-22,1 см, у самцов — 18,5-26 см), а вес — от 0,8 до 1,8 кг (вес зимой доходит до 1,8 кг; вес самцов — 0,6-1,5 кг, самок — 0,4-1,2 кг). Тело лесной куницы, как и у многих видов рода — продолговатое с относительно короткими лапками и присутствующим зимой волосяным покровом на ступнях; волосы на подошве густые и скрывают подушечки пальцев и пяточные мозоли. Хвост сравнительно длинный (хоть и короче хвоста каменной куницы; но длиннее собольего) и пушистый, с закруглённым концом, его функция заключается в сохранении равновесия при лазании и прыгании. Хвост примерно равняется половине тела животного. На голове расположены треугольные, окаймлённые жёлтой полоской уши (более короткие, нежели у соболя), нос, в отличие от каменных куниц тёмный, а морда более короткая и широкая, в отличие от морды соболя, а в отличие от белодушки — более округлая. Шерсть лесной куницы окрашена в каштановый или тёмно-коричневый цвет (по другим данным, светло-коричневый); зимний мех — буроватый с палевым оттенком; летний же — тёмнобурый. Горловое пятно — желтоватых оттенков (от светло-жёлтого до оранжевого), в отличие от аналогичного у каменной куницы, не раздвоено, а округлой формы, проходящее между основаниями передних лап до середины груди, летом оно ярче, чем зимой. Мех мягкий, отличается пышностью, зимний мех длинный и шелковистый, летом шерсть у лесной куницы короче и жёстче. Остевые волосы длинные (длина осетвых волос на хребте — 50-55 мм), ость пушистая с глянцем. Подпушь густая и плотная, светлобурого или сероватого цвета, длина пуховых волос — 30-35 мм. От собольего мех лесной куницы отличается меньшим глянцем, меньшими густотой волосяного покрова и шелковистостью. Линька происходит два раза в год: весной и осенью.
Половой диморфизм слабо выражен. Самцы обладают большей физической силой, в частности, более развитой челюстной мускулатурой; также в среднем на 30 % тяжелее самок. В свою очередь, самки несколько меньше самцов. Развита изменчивость внешнего вида по географическому признаку, выраженная преимущественно в размерах особи и оттенках окраски.
Бакулюм тонкий, но к концу изогнут кверху, образуя замкнутое кольцо на самом кончике. Что интересно, у молодых самцов до 7-8 месяцев кольца на бакулюме нет, но есть «вилка», как на бакулюме соболя. Бакулюм короче, нежели у каменной куницы, средняя длина бакулюма у взрослых самцов различных подвидов — около 42,3 мм, у молодых — 37.
На территории России самыми крупными по размеру лесными куницами являются особи из кавказской популяции (хотя кавказские лесные куницы уступают по размеру тела и черепа западноевропейским (в свою очередь, в Европе крупнейшими являются лесные куницы из континентальной части Дании и с острова Менорка)), по размерным показателям к ним приближаются лесные куницы Барнаульского ленточного бора. Значительно меньшими по размеру являются лесные куницы европейской части России.

## Распространение
Лесные куницы распространены почти по всей Европе и частично в Северной Азии. Ареал лесной куницы простирается от Британских островов (довольно большая популяция лесных куниц в Шотландии) до Западной Сибири (к востоку от Оби) и северного Казахстана и на юге от Средиземноморья до Кавказа (особенно многочисленна популяция лесных куниц на западе Кавказа) и Эльбруса. Отсутствуют в Исландии, северной Скандинавии, Крыму и на части Пиренейского полуострова. В России северная граница ареала лесной куницы в европейской части доходит до Кольского полуострова и побережья Белого моря, на Урале — по правому берегу Тавды, а в Сибири — около 60-65° с. ш. В восточной части своего ареала пересекается с соболем. Южная граница ареала лесной куницы в России (за вычетом изолированной кавказской популяции) проходит по Дону, Северскому Донцу и окрестностям Солодчи (Волгоградская область).
В пределах обитания лесная куница распределена неравномерно, что обусловлено всеядностью и адаптивностью к различным видам пищи. Сокращение численности соболя увеличило численность популяции лесных куниц в Зауралье и расширило ареал на восток. Так, в равнинную часть Алтайского края лесная куница проникла из Новосибирской области в 1980-х годах, на протяжении последующих 20 лет расселившись в других частях края.

## Систематика
Подвидовое разнообразие лесной куницы выражено главным образом в размерах особей и оттенках окраски. Так, с севера на юг размеры сначала уменьшаются, а затем вновь увеличиваются (достигая максимума, как уже упоминалось выше, на Кавказе), аналогично и с запада на восток. В 1950-х годах в СССР различали пять подвидов. По последней российской классификации (2001 г.) на территории РФ также обитают пять подвидов.
- Martes martes martes Linnaeus, 1758 — Западноевропейская лесная куница, номинативный подвид, в бывшей СССР обитает на западной части, в частности, от Кольского полуострова и Карелии до Смоленской и Брянской областей;
- Martes martes sabaneevi Jurgenson, 1947 — Печорская лесная куница, обитает в бассейне Печоры, на севере Урала и, вероятно, в Западной Сибири;
- Martes martes uralensis Kuznetzov, 1941 — Уральская лесная куница, обитает в Башкортостане, на Среднем и в Южном Урале;
- Martes martes ruthena Ognev, 1926 — Русская лесная куница, обитает в европейской части России до Волги;
- Martes martes lorenzi Ognev, 1926 — Кавказская лесная куница, помимо Кавказа и Закавказья, также обитает и в Анатолийском полуострове.

## Места обитания
Сферой обитания этих животных являются леса, прежде всего лиственные и смешанные (выбирая в этом случае липняки, ольшаники и елово-широколиственные массивы), а также хвойные (в тайге предпочитает ельники и елово-пихтовые леса, реже водится в сосновых борах с примесью елей и лиственных пород) и лесостепи (где предпочитает вековые высокоствольные дубравы). Из лесов предпочитают массивы с большим количеством дуплистых деревьев и буреломов, также изобилующие потенциальной пищей. В горной местности встречается до высот, на которых ещё растут деревья, не поднимаясь выше 2400 м. Так, на Кавказе лесная куница обитает в хвойных и смешанных лесах среднего пояса гор. Изредка куницы могут жить в лесополосах и болотах. Может проживать и в небольших окультуренных рощах. Избегает открытых пространств, не живёт в населённых пунктах, однако известны редкие случаи обнаружения в них лесных куниц. Кроме того, в антропогенных условиях куницы могут обитать в городских парках (так, лесная куница обитает в московском Измайловском лесопарке). Убежища лесные куницы создают на своей территории, преимущественно в дуплах (иногда расположенных очень высоко над землёй: от 2 до 20 м), или же используют покинутые беличьи сооружения (т.н. гайны), а также гнёзда хищных птиц и естественные убежища — селятся под корнями деревьев, в валежнике, скальных расщелинах или среди камней. В эти убежища они удаляются для отдыха и сна в дневное время, а в сумерках и ночью уходят на поиски добычи. Однако на постоянной основе эти жилища используются лишь в период вывода молодняка, а в остальное время лесная куница ночует в разных местах в пределах своего участка. Нор лесные куницы не роют. По другим данным, лесные куницы устраивают как и постоянные, так и временные (на время выкармливания молодняка) жилища, ничем не отличающиеся.

## Образ жизни
Лесные куницы ведут полудревесный образ жизни, они в гораздо большей степени обитатели деревьев, чем другие виды куниц. Несмотря на то, что они предпочитают передвигаться по земле, они умеют хорошо лазать и прыгать (в том числе быстро перепрыгивать с дерева на дерево), при этом преодолевая расстояние до 4 метров. Также способна прыгать с верхушки. При лазании они в состоянии разворачивать свои ступни на 180°. Передвигается лесная куница преимущественно прыжками, оставляя парные следы лап, при этом ставя задние лапы точно в отпечатки передних. При плотном снеге длина прыжка составляет примерно 60-70 см. Движения лесной куницы отличаются грациозностью. Как уже было указано выше, лесные куницы ведут преимущественно ночной и сумеречный образ жизни, но молодые особи нередко заметны и днём. Ведут в целом оседлый образ жизни, но способны совершать откочёвки: так, на Кавказе совершают регулярные сезонные миграции в связи с глубиной снежного покрова и условиями добывания пищи, совершаемые из одного горного пояса в другой. Отдельные особи ведут бродячий образ жизни. В таёжных районах лесные куницы могут откочёвывать вслед за белками.
Лесные куницы — животные с выраженным территориальным поведением, маркирующие свою территорию с помощью секрета, выделяемого анальной железой. Они обороняют границы своего участка от однополых сородичей, но территории самцов и самок часто пересекаются. Детёныши до окончательного распада выводка держатся на участке своей матери. Размеры участков животного сильно варьируют, хотя территории самцов всегда крупнее территорий самок, а на севере ареала территории больше, чем на юге (например, размер участка на Кольском полуострове — 50 км, в средней полосе России — 5-6 км², а на Кавказе — зачастую 1 км² или меньше; в целом на севере площадь участков составляет 3000-5000 га, а на юге — 500—1000 га). Кроме того, различия наблюдаются и в связи с временами года — зимой участки отдельных особей до 50 % меньше, чем летом.
Большую часть года лесная куница ведёт одиночный образ жизни, к концу зимы самцы и самки начинают жить парами.
Лесная куница — сообразительное животное, обладающее хорошей памятью. Так, она способна запоминать места, где после удачной охоты были спрятаны остатки пищи.
Лесная куница — хоть и молчаливое животное, но обладает разнообразным диапазоном издаваемых ей звуков. Чаще всего можно услышать рычание, издаваемой во время агрессии или испуга. Также лесные куницы могут издавать звуки, отдалённо напоминающие мурлыканье кошки. Кунята, зовя мать, громко пищат. Аналогичная вокализация у каменной куницы и соболя.

## Питание
Лесные куницы всеядны, но в любое время года предпочитают мелких млекопитающих, преимущественно грызунов (например, полёвок, мышей, бурундуков и белок), а также птиц и их яйца (в частности, куницы нападают в том числе и на глухарей, тетеревов) и зайцев. В тёплое время года не брезгуют и ящерицами, лягушками, улитками, насекомыми (включая личинками; из насекомых поедают чаще всего жуков и жалящих перепончатокрылых — пчёл и ос) и падалью. Осенью частью их пищи могут быть фрукты, ягоды (на Кавказе, например, рябина, малина, кизил, черешня ежевика и т.д.; а на Кольском полуострове — черника, рябина и вороника) и орехи (например, кедровые). Также поедают пчелиный мёд. Добычу лесная куница добывает преимущественно на земле, а не на деревьях (хотя на белок она охотится именно в кронах деревьев), и убивает укусом в затылок. Поздним летом и осенью она накапливает и складывает запасы пищи для холодного времени года. Также, поймав крупную добычу, несъеденные остатки куница прячет на потом, иногда процесс полного поедания доходит до нескольких дней. Кроме того, как и некоторые другие небольшие хищники, в том числе из семейства куньих, лесные куницы устраивают т.н. холодильники — добытую осенью добычу они прячут в укромные уголки, и зимой, когда корма становится мало, они разрывают её, пускай слегка подгнившую и засохшую, из снега и употребляют в пищу. За одну охоту куница преодолевает расстояние от 7 до 17 км.
Рацион незначительно различается по половому признаку. Самки чаще поедают мелких птиц, насекомых, землероек и растительную пищу. Кроме того, с севера ареала на юг возрастает доля не-мясной пищи в рационе. Однако и мясной рацион лесной куницы изменчив в зависимости от ареала. Так, на севере существенную роль в питании играют птицы, в то время как белки поедаются редко. В то же время в центральных районах ареала, а также на северо-востоке — напротив, существенное значение имеют именно белки. Мышевидные грызуны в независимости от места и времени года (но особенно в бесснежный период года) играют ключевую роль и наибольшее значение в рационе.
Оптимальная суточная норма лесной куницы — 130—150 г пищи.

## Размножение
Лесная куница — полигамное животное. Гон и спаривание у лесных куниц проходит в середине лета (конкретно гон протекает со второй половины июня по август, достигая пика в июле), но беременность из-за консервации семени в теле самки начинается намного позже (достигая от 236 до 275 дней) и потомство появляется на свет лишь в марте-апреле, порой в начале мая. Развитие детёнышей схоже с развитием детёнышей каменной куницы. Длина новорождённых лесных кунят составляет 10 см, вес — ≈30 грамм. В помёте от 1 до 8 детёнышей, но чаще всего рождается три-четыре кунёнка. Новорождённые покрыты редким пухом, весят 21-36 г. Темп роста детёнышей лесной куницы несколько быстрее, чем у соболят. Уже на третий-четвёртый день пух сменяется густой коричневой шёрсткой. В течение первых восьми недель жизни они остаются в родительском гнезде, а после начинают лазать вокруг него и обследовать местность. В возрасте около одного месяца, 30-36 дней, детёныши прозревают, несколько раньше открываются слуховые проходы. На 40-45 день у кунят прорезаются молочные зубы: клыки и резцы, а в возрасте 1,5-2 месяцев заканчивается кормление молоком. В конце июня, во время начала гона у матери, подросшие кунята переходят на мясной рацион. По истечении шестнадцати недель они окончательно становятся самостоятельными, достигая к осени размеров взрослых животных, но иногда до следующей весны всё ещё сопровождают свою мать. Впрочем, чаще всего именно осенью, в сентябре-октябре, выводок распадается. На втором году жизни, в 14 месяцев (по наблюдениям в неволе) у лесных куниц наступает половая зрелость, хотя впервые спариваются они, как правило, на третьем году жизни. Продолжительность жизни в неволе составляет до шестнадцати лет, но в дикой природе лишь немногие лесные куницы становятся старше десяти лет.
Численность лесных куниц по годам изменяется незначительно ввиду высокой экологической пластичности вида. Колебания популяции связаны главным образом с обилием корма, а также инвазиями и промыслом.
К естественным врагам куницы относятся росомаха, лисица, беркут и орлан-белохвост, в местах совместного обитания с соболем конкурирует с последним, хотя также в местах пересечения куниц и соболей встречаются гибриды обеих видов — кидасы или кидусы.

## Значение
Лесная куница, истребляя белок, наносит большой вред охотничьему хозяйству. Однако, с другой стороны, она же приносит пользу истреблением мышевидных грызунов, являющихся сельскохозяйственными вредителями.
Лесная куница обладает большим практическим значением, являясь охотничьим видом и одним из основных объектов пушного промысла. Мех отличается большой ценностью, так, в СССР в 1950-1960-е гг. он целиком шёл на меховые воротники, палантины, горжетки и шарфы, хвосты же использовались для отделки горжеток, палантинов, пелерин, шарфов, муфт и меховых шапочек. Ранее мех лесной куницы ценился намного больше меха каменной куницы. В частности, на Руси мех лесной кунице относился к т.н. «красной пушнине», отличавшейся красотой и дороговизной (помимо меха лесной куницы, к красной пушнине относился, например, мех выдры). В результате интенсивной охоты лесные куницы во многих областях стали редкими животными, хотя благодаря обширному ареалу в целом не считаются состоящими под угрозой исчезновения. Проблематичным является сокращение сферы обитания, так как лесным куницам нужны здоровые леса.
Лесная куница включена в Красную книгу Москвы (в числе уязвимых видов в пригороде и редких и малочисленных в городских условиях).
В СССР отстрел лесных куниц был разрешён только по лицензии. Охота производится преимущественно ружейная, с собакой; отчасти лесную куницу добывают капканами и самоловами.
Содержание лесной куницы в неволе — довольно непростая задача и поэтому в зоопарках этот вид можно увидеть не часто. Наиболее крупные популяции имеются в зоопарках городов Ханкенсбюттель и Иннсбрук. Кроме того, лесные куницы разводятся на зверофермах.